# ワッシュバーン

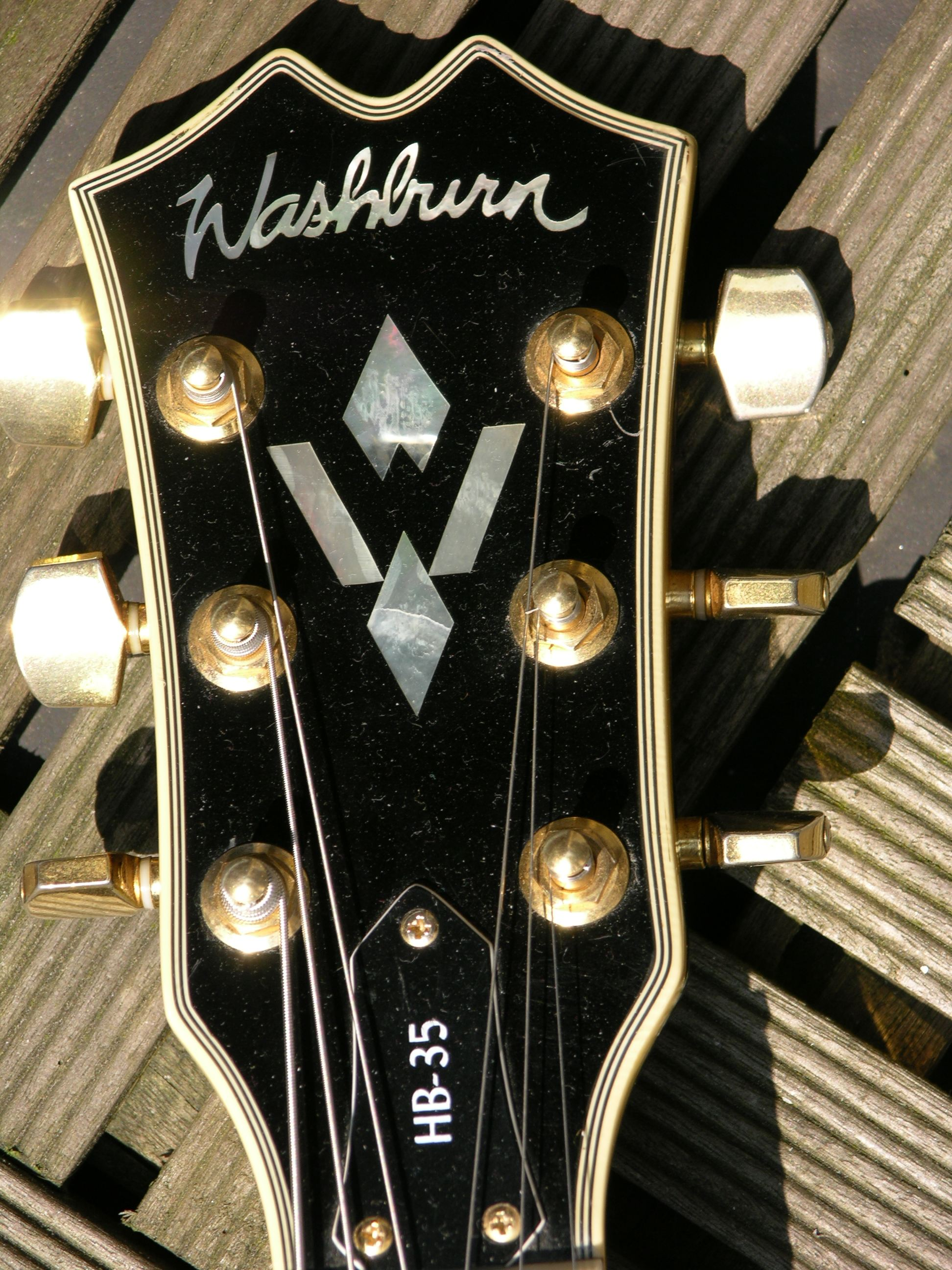
ワッシュバーン

ワッシュバーン (Washburn Guitars) は、エレクトリックギターなどを製造するアメリカの楽器メーカー。1883年にイリノイ州シカゴに創設された。ポール・スタンレーやヌーノ・ベッテンコートなどが使用していることで有名。

## 主な製品

### エレクトリックギター
- Hollowbodies
- Ian
- Idol
- Maya
- Paul Stanley
- N4 - ヌーノ・ベッテンコートシグネチャー・モデル
- P - 同上、ソロ活動時に多用していた。
- PS800 - ポール・スタンレーシグネチャー・モデル
- X
- Anarchy Graphic
- ダイムバッグ・ダレルシグネチャー・モデル